# Västerkobben, Kyrkslätt
Västerkobben, finska: Länsi-Ukko, är en ö i Finland. Den ligger i Finska viken och i kommunen Kyrkslätt i den ekonomiska regionen  Helsingfors i landskapet Nyland, i den södra delen av landet. Ön ligger omkring 38 kilometer sydväst om Helsingfors.
Öns area är 2,2 hektar och dess största längd är 210 meter i öst-västlig riktning.